# 黒木定蔵
黒木 定蔵（くろぎ さだぞう、1948年8月10日 - ）は、日本の政治家。西米良村長（6期）、全国町村会経済農林委員長、宮崎県町村会会長を歴任。観光カリスマ。

## 経歴
1948年宮崎県児湯郡西米良村に生まれる。
1994年西都農業協同組合企画課長となる。
1996年7月西米良村助役となる。
1998年前村長濱砂悟郎の急死に伴う村長選挙により西米良村長となる。
1998年「1.西米良に来た人が少しでも長く滞在できるようにする。2.滞在する中で、西米良の良さを知ってもらい、西米良ファンになってもらう。3.来てくれた人を通じて西米良を発信する。4.そして、将来的には不足する働き手の確保」という4つの目標を掲げ、季節的に人手が不足する仕事について、受け入れ側の農家が賃金を支払った上で参加者に農業体験を行なって貰う「西米良型ワーキングホリデー制度」を創設する。
2003年内閣府及び国土交通省を中心とした、観光カリスマ百選選定委員会により観光カリスマに選定される。
2009年小川作小屋村運営協議会が運営主体となって、50～70代の地元の女性が地元の野菜、ジビエ等を使った料理を提供する「おがわ作小屋村」をオープンする。2013年には小川作小屋村運営協議会は平成25年度「地域づくり表彰」国土交通大臣賞を受賞した。
2012年、2013年村有林の売却益を財源として、旅費の7割を村が負担し75歳以上の高齢者を対象に東京方面への旅行を行う「平成の江戸見物」を企画・実施した 。
2017年「小さな村だからこそできる子育てや教育、福祉など人に優しい村づくりに取り組み、住んでいる人が全員「笑顔」になれるような村」を目指し、「1000人が笑う村」というキャッチコピーを掲げる。
2018年3月西米良村長に6回目の当選。
2018年、2019年村有林の売却益を財源として、旅費の9割を村が負担し20代、30代の男女14名にドイツ、スイスを中心としたヨーロッパの中山間地を視察してもらい、将来的な村づくりに役立ててもらう「西米良村次世代育成海外研修 「明日への翼」」を企画・実施した。
2021年9月11日、2022年4月4日の任期満了に伴う西米良村長選に立候補しない意向を表明した。
2023年11月3日、秋の叙勲で旭日小綬章を受章。